# Copa América Femenina 2014
Copa América Femenina 2014 spelades 11–28 september 2014 i Ecuador. Turneringen fungerade också som det sydamerikanska kvalet till OS 2016. Brasilien vann turneringen. Colombia blev tvåa och kvalificerade sig därmed för OS.

## Resultat

### Gruppspelsomgång 1

#### Grupp A
| Nr | Lag       | S | V | O | F | GM | IM | MS | P  |
| -- | --------- | - | - | - | - | -- | -- | -- | -- |
| 1  | Colombia  | 4 | 4 | 0 | 0 | 10 | 1  | +9 | 12 |
| 2  | Ecuador   | 4 | 2 | 0 | 2 | 3  | 3  | 0  | 6  |
| 3  | Uruguay   | 4 | 2 | 0 | 2 | 5  | 9  | −4 | 6  |
| 4  | Venezuela | 4 | 1 | 1 | 2 | 4  | 6  | −2 | 4  |
| 5  | Peru      | 4 | 0 | 1 | 3 | 1  | 4  | −3 | 1  |

| 1           | 11 september 2014 | Uruguay   | 1 – 3   | Venezuela                           | Estadio Olímpico de Riobamba               |                                            |
| 17:00 UTC−5 | 17:00 UTC−5       | Viana 42′ | (1 – 2) | Ascanio 9′ García 23′ Rodríguez 71′ | Riobamba Domare: Zulma Quiñónez (Paraguay) | Riobamba Domare: Zulma Quiñónez (Paraguay) |
| 17:00 UTC−5 | 17:00 UTC−5       |           |         |                                     | Riobamba Domare: Zulma Quiñónez (Paraguay) | Riobamba Domare: Zulma Quiñónez (Paraguay) |
| 17:00 UTC−5 | 17:00 UTC−5       |           |         |                                     | Riobamba Domare: Zulma Quiñónez (Paraguay) | Riobamba Domare: Zulma Quiñónez (Paraguay) |

| 2           | 11 september 2014 | Ecuador   | 1 – 0   | Peru | Estadio Olímpico de Riobamba                 |                                              |
| 19:10 UTC−5 | 19:10 UTC−5       | Barre 84′ | (0 – 0) |      | Riobamba Domare: Laura Fortunato (Argentina) | Riobamba Domare: Laura Fortunato (Argentina) |
| 19:10 UTC−5 | 19:10 UTC−5       |           |         |      | Riobamba Domare: Laura Fortunato (Argentina) | Riobamba Domare: Laura Fortunato (Argentina) |
| 19:10 UTC−5 | 19:10 UTC−5       |           |         |      | Riobamba Domare: Laura Fortunato (Argentina) | Riobamba Domare: Laura Fortunato (Argentina) |

| 5           | 13 september 2014 | Colombia                                      | 4 – 0   | Uruguay | Estadio Bellavista                          |                                             |
| 13:00 UTC−5 | 13:00 UTC−5       | Andrade 6′ N. Arias 58′ Santos 69′ Ospina 90′ | (1 – 0) |         | Ambato Domare: Regildenia Moura (Brasilien) | Ambato Domare: Regildenia Moura (Brasilien) |
| 13:00 UTC−5 | 13:00 UTC−5       |                                               |         |         | Ambato Domare: Regildenia Moura (Brasilien) | Ambato Domare: Regildenia Moura (Brasilien) |
| 13:00 UTC−5 | 13:00 UTC−5       |                                               |         |         | Ambato Domare: Regildenia Moura (Brasilien) | Ambato Domare: Regildenia Moura (Brasilien) |

| 6           | 13 september 2014 | Ecuador     | 1 – 0   | Venezuela | Estadio Bellavista                          |                                             |
| 15:10 UTC−5 | 15:10 UTC−5       | Vázquez 75′ | (0 – 0) |           | Ambato Domare: María Belén Carvajal (Chile) | Ambato Domare: María Belén Carvajal (Chile) |
| 15:10 UTC−5 | 15:10 UTC−5       |             |         |           | Ambato Domare: María Belén Carvajal (Chile) | Ambato Domare: María Belén Carvajal (Chile) |
| 15:10 UTC−5 | 15:10 UTC−5       |             |         |           | Ambato Domare: María Belén Carvajal (Chile) | Ambato Domare: María Belén Carvajal (Chile) |

| 9           | 15 september 2014 | Colombia                                       | 4 – 1   | Venezuela  | Estadio Olímpico de Riobamba              |                                           |
| 17:00 UTC−5 | 17:00 UTC−5       | Rincon 12′ Ortiz 40′ Velasquez 65′ Ariza 90+1′ | (2 – 0) | García 78′ | Riobamba Domare: Sirley Cornejo (Bolivia) | Riobamba Domare: Sirley Cornejo (Bolivia) |
| 17:00 UTC−5 | 17:00 UTC−5       |                                                |         |            | Riobamba Domare: Sirley Cornejo (Bolivia) | Riobamba Domare: Sirley Cornejo (Bolivia) |
| 17:00 UTC−5 | 17:00 UTC−5       |                                                |         |            | Riobamba Domare: Sirley Cornejo (Bolivia) | Riobamba Domare: Sirley Cornejo (Bolivia) |

| 10          | 15 september 2014 | Uruguay                    | 2 – 1   | Peru       | Estadio Olímpico de Riobamba                  |                                               |
| 19:10 UTC−5 | 19:10 UTC−5       | Pion 30′ P. Gonzalez 90+2′ | (1 – 1) | Flores 14′ | Riobamba Domare: María Belén Carvajal (Chile) | Riobamba Domare: María Belén Carvajal (Chile) |
| 19:10 UTC−5 | 19:10 UTC−5       |                            |         |            | Riobamba Domare: María Belén Carvajal (Chile) | Riobamba Domare: María Belén Carvajal (Chile) |
| 19:10 UTC−5 | 19:10 UTC−5       |                            |         |            | Riobamba Domare: María Belén Carvajal (Chile) | Riobamba Domare: María Belén Carvajal (Chile) |

| 13          | 17 september 2014 | Venezuela | 0 – 0 | Peru | Estadio Bellavista                         |                                            |
| 13:00 UTC−5 | 13:00 UTC−5       |           |       |      | Ambato Domare: Laura Fortunato (Argentina) | Ambato Domare: Laura Fortunato (Argentina) |
| 13:00 UTC−5 | 13:00 UTC−5       |           |       |      | Ambato Domare: Laura Fortunato (Argentina) | Ambato Domare: Laura Fortunato (Argentina) |
| 13:00 UTC−5 | 13:00 UTC−5       |           |       |      | Ambato Domare: Laura Fortunato (Argentina) | Ambato Domare: Laura Fortunato (Argentina) |

| 14          | 17 september 2014 | Ecuador | 0 – 1   | Colombia  | Estadio Bellavista                          |                                             |
| 15:10 UTC−5 | 15:10 UTC−5       |         | (0 – 0) | Ariza 60′ | Ambato Domare: Regildenia Moura (Brasilien) | Ambato Domare: Regildenia Moura (Brasilien) |
| 15:10 UTC−5 | 15:10 UTC−5       |         |         |           | Ambato Domare: Regildenia Moura (Brasilien) | Ambato Domare: Regildenia Moura (Brasilien) |
| 15:10 UTC−5 | 15:10 UTC−5       |         |         |           | Ambato Domare: Regildenia Moura (Brasilien) | Ambato Domare: Regildenia Moura (Brasilien) |

| 17          | 19 september 2014 | Colombia   | 1 – 0   | Peru | Estadio La Cocha                            |                                             |
| 17:00 UTC−5 | 17:00 UTC−5       | Rincón 39′ | (1 – 0) |      | Latacunga Domare: Zulma Quiñonez (Paraguay) | Latacunga Domare: Zulma Quiñonez (Paraguay) |
| 17:00 UTC−5 | 17:00 UTC−5       |            |         |      | Latacunga Domare: Zulma Quiñonez (Paraguay) | Latacunga Domare: Zulma Quiñonez (Paraguay) |
| 17:00 UTC−5 | 17:00 UTC−5       |            |         |      | Latacunga Domare: Zulma Quiñonez (Paraguay) | Latacunga Domare: Zulma Quiñonez (Paraguay) |

| 18          | 19 september 2014 | Ecuador       | 1 – 2   | Uruguay                 | Estadio La Cocha                           |                                            |
| 19:10 UTC−5 | 19:10 UTC−5       | Lattanzio 87′ | (0 – 1) | González 87′ Badell 56′ | Latacunga Domare: Sirley Cornejo (Bolivia) | Latacunga Domare: Sirley Cornejo (Bolivia) |
| 19:10 UTC−5 | 19:10 UTC−5       |               |         |                         | Latacunga Domare: Sirley Cornejo (Bolivia) | Latacunga Domare: Sirley Cornejo (Bolivia) |
| 19:10 UTC−5 | 19:10 UTC−5       |               |         |                         | Latacunga Domare: Sirley Cornejo (Bolivia) | Latacunga Domare: Sirley Cornejo (Bolivia) |

#### Grupp B
| Nr | Lag       | S | V | O | F | GM | IM | MS  | P |
| -- | --------- | - | - | - | - | -- | -- | --- | - |
| 1  | Brasilien | 4 | 3 | 0 | 1 | 12 | 3  | +9  | 9 |
| 2  | Argentina | 4 | 3 | 0 | 1 | 9  | 1  | +8  | 9 |
| 3  | Chile     | 4 | 2 | 0 | 2 | 14 | 9  | +5  | 6 |
| 4  | Paraguay  | 4 | 2 | 0 | 2 | 6  | 5  | +1  | 6 |
| 5  | Bolivia   | 4 | 0 | 0 | 4 | 2  | 25 | −23 | 0 |

| 3           | 12 september 2014 | Argentina | 0 – 1   | Chile    | Estadio Federativo Reina del Cisne       |                                          |
| 17:00 UTC−5 | 17:00 UTC−5       |           | (0 – 0) | Lara 47′ | Loja Domare: Gabriela Bandeira (Uruguay) | Loja Domare: Gabriela Bandeira (Uruguay) |
| 17:00 UTC−5 | 17:00 UTC−5       |           |         |          | Loja Domare: Gabriela Bandeira (Uruguay) | Loja Domare: Gabriela Bandeira (Uruguay) |
| 17:00 UTC−5 | 17:00 UTC−5       |           |         |          | Loja Domare: Gabriela Bandeira (Uruguay) | Loja Domare: Gabriela Bandeira (Uruguay) |

| 4           | 12 september 2014 | Brasilien                                                          | 6 – 0   | Bolivia | Estadio Federativo Reina del Cisne   |                                      |
| 19:10 UTC−5 | 19:10 UTC−5       | Formiga 19′, 73′ Andressa 30′ Darlene 51′ Thaisa 84′ Fabiana 90+2′ | (2 – 0) |         | Loja Domare: Juana Delgado (Ecuador) | Loja Domare: Juana Delgado (Ecuador) |
| 19:10 UTC−5 | 19:10 UTC−5       |                                                                    |         |         | Loja Domare: Juana Delgado (Ecuador) | Loja Domare: Juana Delgado (Ecuador) |
| 19:10 UTC−5 | 19:10 UTC−5       |                                                                    |         |         | Loja Domare: Juana Delgado (Ecuador) | Loja Domare: Juana Delgado (Ecuador) |

| 7           | 14 september 2014 | Bolivia | 0 – 6   | Argentina                                                  | Estadio Bellavista                         |                                            |
| 13:00 UTC−5 | 13:00 UTC−5       |         | (0 – 0) | Vallejos 50′, 72′ Bonsegundo 54′ Larroquette 62′, 77′, 87′ | Ambato Domare: Yercinia Correa (Venezuela) | Ambato Domare: Yercinia Correa (Venezuela) |
| 13:00 UTC−5 | 13:00 UTC−5       |         |         |                                                            | Ambato Domare: Yercinia Correa (Venezuela) | Ambato Domare: Yercinia Correa (Venezuela) |
| 13:00 UTC−5 | 13:00 UTC−5       |         |         |                                                            | Ambato Domare: Yercinia Correa (Venezuela) | Ambato Domare: Yercinia Correa (Venezuela) |

| 8           | 14 september 2014 | Paraguay   | 1 – 4   | Brasilien                                     | Estadio Bellavista                 |                                    |
| 15:10 UTC−5 | 15:10 UTC−5       | Fleitas 9′ | (1 – 2) | Andressa 35′ Cristiane 45+5′, 56′ Fabiana 57′ | Ambato Domare: Silvia Reyes (Peru) | Ambato Domare: Silvia Reyes (Peru) |
| 15:10 UTC−5 | 15:10 UTC−5       |            |         |                                               | Ambato Domare: Silvia Reyes (Peru) | Ambato Domare: Silvia Reyes (Peru) |
| 15:10 UTC−5 | 15:10 UTC−5       |            |         |                                               | Ambato Domare: Silvia Reyes (Peru) | Ambato Domare: Silvia Reyes (Peru) |

| 11          | 16 september 2014 | Chile                              | 3 – 0   | Bolivia | Estadio Alejandro Serrano Aguilar       |                                         |
| 17:00 UTC−5 | 17:00 UTC−5       | Lara 26′ Guerrero 61′ Zamora 90+2′ | (1 – 0) |         | Cuenca Domare: Susana Corella (Ecuador) | Cuenca Domare: Susana Corella (Ecuador) |
| 17:00 UTC−5 | 17:00 UTC−5       |                                    |         |         | Cuenca Domare: Susana Corella (Ecuador) | Cuenca Domare: Susana Corella (Ecuador) |
| 17:00 UTC−5 | 17:00 UTC−5       |                                    |         |         | Cuenca Domare: Susana Corella (Ecuador) | Cuenca Domare: Susana Corella (Ecuador) |

| 12          | 16 september 2014 | Argentina  | 1 – 0   | Paraguay | Estadio Alejandro Serrano Aguilar       |                                         |
| 19:10 UTC−5 | 19:10 UTC−5       | Cabrera 9′ | (1 – 0) |          | Cuenca Domare: Viviana Muñoz (Colombia) | Cuenca Domare: Viviana Muñoz (Colombia) |
| 19:10 UTC−5 | 19:10 UTC−5       |            |         |          | Cuenca Domare: Viviana Muñoz (Colombia) | Cuenca Domare: Viviana Muñoz (Colombia) |
| 19:10 UTC−5 | 19:10 UTC−5       |            |         |          | Cuenca Domare: Viviana Muñoz (Colombia) | Cuenca Domare: Viviana Muñoz (Colombia) |

| 15          | 18 september 2014 | Bolivia        | 2 – 10  | Paraguay                                                                                 | Estadio Alejandro Serrano Aguilar          |                                            |
| 17:00 UTC−5 | 17:00 UTC−5       | Moron 43′, 85′ | (0 – 4) | Fernández 10′, 77′, 81′, 90+1′ Riveros 35′ Ortíz 44′, 89′ Quintana 65′ Martínez 75′, 84′ | Cuenca Domare: Yercinia Correa (Venezuela) | Cuenca Domare: Yercinia Correa (Venezuela) |
| 17:00 UTC−5 | 17:00 UTC−5       |                |         |                                                                                          | Cuenca Domare: Yercinia Correa (Venezuela) | Cuenca Domare: Yercinia Correa (Venezuela) |
| 17:00 UTC−5 | 17:00 UTC−5       |                |         |                                                                                          | Cuenca Domare: Yercinia Correa (Venezuela) | Cuenca Domare: Yercinia Correa (Venezuela) |

| 16          | 18 september 2014 | Chile | 0 – 2   | Brasilien                | Estadio Alejandro Serrano Aguilar       |                                         |
| 19:10 UTC−5 | 19:10 UTC−5       |       | (0 – 1) | Dorneles 22′ Rozeira 49′ | Cuenca Domare: Viviana Muñoz (Colombia) | Cuenca Domare: Viviana Muñoz (Colombia) |
| 19:10 UTC−5 | 19:10 UTC−5       |       |         |                          | Cuenca Domare: Viviana Muñoz (Colombia) | Cuenca Domare: Viviana Muñoz (Colombia) |
| 19:10 UTC−5 | 19:10 UTC−5       |       |         |                          | Cuenca Domare: Viviana Muñoz (Colombia) | Cuenca Domare: Viviana Muñoz (Colombia) |

| 19          | 20 september 2014 | Paraguay                            | 3 – 2   | Chile              | Estadio Jorge Andrade               |                                     |
| 14:00 UTC−5 | 14:00 UTC−5       | Ortíz 15′ Quintana 78′ Martínez 85′ | (1 – 0) | Lara 47′ Araya 72′ | Azogues Domare: Silvia Reyes (Peru) | Azogues Domare: Silvia Reyes (Peru) |
| 14:00 UTC−5 | 14:00 UTC−5       |                                     |         |                    | Azogues Domare: Silvia Reyes (Peru) | Azogues Domare: Silvia Reyes (Peru) |
| 14:00 UTC−5 | 14:00 UTC−5       |                                     |         |                    | Azogues Domare: Silvia Reyes (Peru) | Azogues Domare: Silvia Reyes (Peru) |

| 20          | 20 september 2014 | Brasilien | 0 – 2   | Argentina              | Estadio Jorge Andrade                       |                                             |
| 16:10 UTC−5 | 16:10 UTC−5       |           | (0 – 1) | Cometti 23′ Banini 73′ | Azogues Domare: Gabriela Bandeira (Uruguay) | Azogues Domare: Gabriela Bandeira (Uruguay) |
| 16:10 UTC−5 | 16:10 UTC−5       |           |         |                        | Azogues Domare: Gabriela Bandeira (Uruguay) | Azogues Domare: Gabriela Bandeira (Uruguay) |
| 16:10 UTC−5 | 16:10 UTC−5       |           |         |                        | Azogues Domare: Gabriela Bandeira (Uruguay) | Azogues Domare: Gabriela Bandeira (Uruguay) |

### Gruppspelsomgång 2
De fyra lagen som placerade sig på första- och andraplats i den första gruppspelsomgången fick spela ett avgörande gruppspel under perioden 24–28 september.
Brasilien och Colombia kvalificerade sig till Världsmästerskapet i fotboll för damer 2015 i Kanada, medan Ecuador som slutade på tredjeplats fick spela ett interkontinentalt kvalspel mot Concacaf. Colombia blev även kvalificerad till olympiska sommarspelen 2016, där Brasilien redan var kvalificerad genom att vara värdnation. Samtliga fyra lag blev kvalificerade till Panamerikanska spelen 2015 i Toronto, Kanada.
| 21    | 24 september | Colombia | 0 – 0 | Argentina | Estadio Chillogallo                    |                                        |
| 16:00 | 16:00        |          |       |           | Quito Domare: Sirley Cornejo (Bolivia) | Quito Domare: Sirley Cornejo (Bolivia) |
| 16:00 | 16:00        |          |       |           | Quito Domare: Sirley Cornejo (Bolivia) | Quito Domare: Sirley Cornejo (Bolivia) |
| 16:00 | 16:00        |          |       |           | Quito Domare: Sirley Cornejo (Bolivia) | Quito Domare: Sirley Cornejo (Bolivia) |

| 22    | 24 september | Brasilien                                 | 4 – 0   | Ecuador | Estadio Chillogallo                       |                                           |
| 18:10 | 18:10        | Cristiane 14′, 17′ Maurine 37′ Raquel 87′ | (3 – 0) |         | Quito Domare: Yercinia Correa (Venezuela) | Quito Domare: Yercinia Correa (Venezuela) |
| 18:10 | 18:10        |                                           |         |         | Quito Domare: Yercinia Correa (Venezuela) | Quito Domare: Yercinia Correa (Venezuela) |
| 18:10 | 18:10        |                                           |         |         | Quito Domare: Yercinia Correa (Venezuela) | Quito Domare: Yercinia Correa (Venezuela) |

| 23    | 26 september | Colombia                 | 2 – 1   | Ecuador       | Estadio Rumiñahui                     |                                       |
| 16:00 | 16:00        | Echeverry 12′ Rincón 55′ | (1 – 0) | Lattanzio 86′ | Sangolquí Domare: Silvia Reyes (Peru) | Sangolquí Domare: Silvia Reyes (Peru) |
| 16:00 | 16:00        |                          |         |               | Sangolquí Domare: Silvia Reyes (Peru) | Sangolquí Domare: Silvia Reyes (Peru) |
| 16:00 | 16:00        |                          |         |               | Sangolquí Domare: Silvia Reyes (Peru) | Sangolquí Domare: Silvia Reyes (Peru) |

| 24    | 26 september | Brasilien                                                               | 6 – 0   | Argentina | Estadio Rumiñahui                              |                                                |
| 18:10 | 18:10        | Cristiane 32′ Andressa 36′ Maurine 58′ Tayla 66′ Tamires 71′ Raquel 84′ | (2 – 0) |           | Sangolquí Domare: María Belén Carvajal (Chile) | Sangolquí Domare: María Belén Carvajal (Chile) |
| 18:10 | 18:10        |                                                                         |         |           | Sangolquí Domare: María Belén Carvajal (Chile) | Sangolquí Domare: María Belén Carvajal (Chile) |
| 18:10 | 18:10        |                                                                         |         |           | Sangolquí Domare: María Belén Carvajal (Chile) | Sangolquí Domare: María Belén Carvajal (Chile) |

| 25    | 28 september | Argentina                 | 2 – 3   | Ecuador                                 | Estadio Olímpico Atahualpa              |                                         |
| 10:00 | 10:00        | Banini 25′ Bonsegundo 30′ | (2 – 1) | Caicedo 36′ Rodríguez 60′ Lattanzio 77′ | Quito Domare: Zulma Quiñónez (Paraguay) | Quito Domare: Zulma Quiñónez (Paraguay) |
| 10:00 | 10:00        |                           |         |                                         | Quito Domare: Zulma Quiñónez (Paraguay) | Quito Domare: Zulma Quiñónez (Paraguay) |
| 10:00 | 10:00        |                           |         |                                         | Quito Domare: Zulma Quiñónez (Paraguay) | Quito Domare: Zulma Quiñónez (Paraguay) |

| 26    | 28 september | Colombia | 0 – 0 | Brasilien | Estadio Olímpico Atahualpa                |                                           |
| 12:10 | 12:10        |          |       |           | Quito Domare: Gabriela Bandeira (Uruguay) | Quito Domare: Gabriela Bandeira (Uruguay) |
| 12:10 | 12:10        |          |       |           | Quito Domare: Gabriela Bandeira (Uruguay) | Quito Domare: Gabriela Bandeira (Uruguay) |
| 12:10 | 12:10        |          |       |           | Quito Domare: Gabriela Bandeira (Uruguay) | Quito Domare: Gabriela Bandeira (Uruguay) |